# Blåhuvad amadin
Blåhuvad amadin (Erythrura trichroa) är en fågel i familjen astrilder inom ordningen tättingar.

## Utseende och läte
Blåhuvad amadin är en färgglad liten finkliknande fågel. Fjäderdräkten är övervägande bjärt grön, med tydligt blått i ansiktet och rött på stjärt och övergump. Ungfågeln saknar blått och är något mer sotfärgade undertill. Lätet är mycket ljust och tunt.

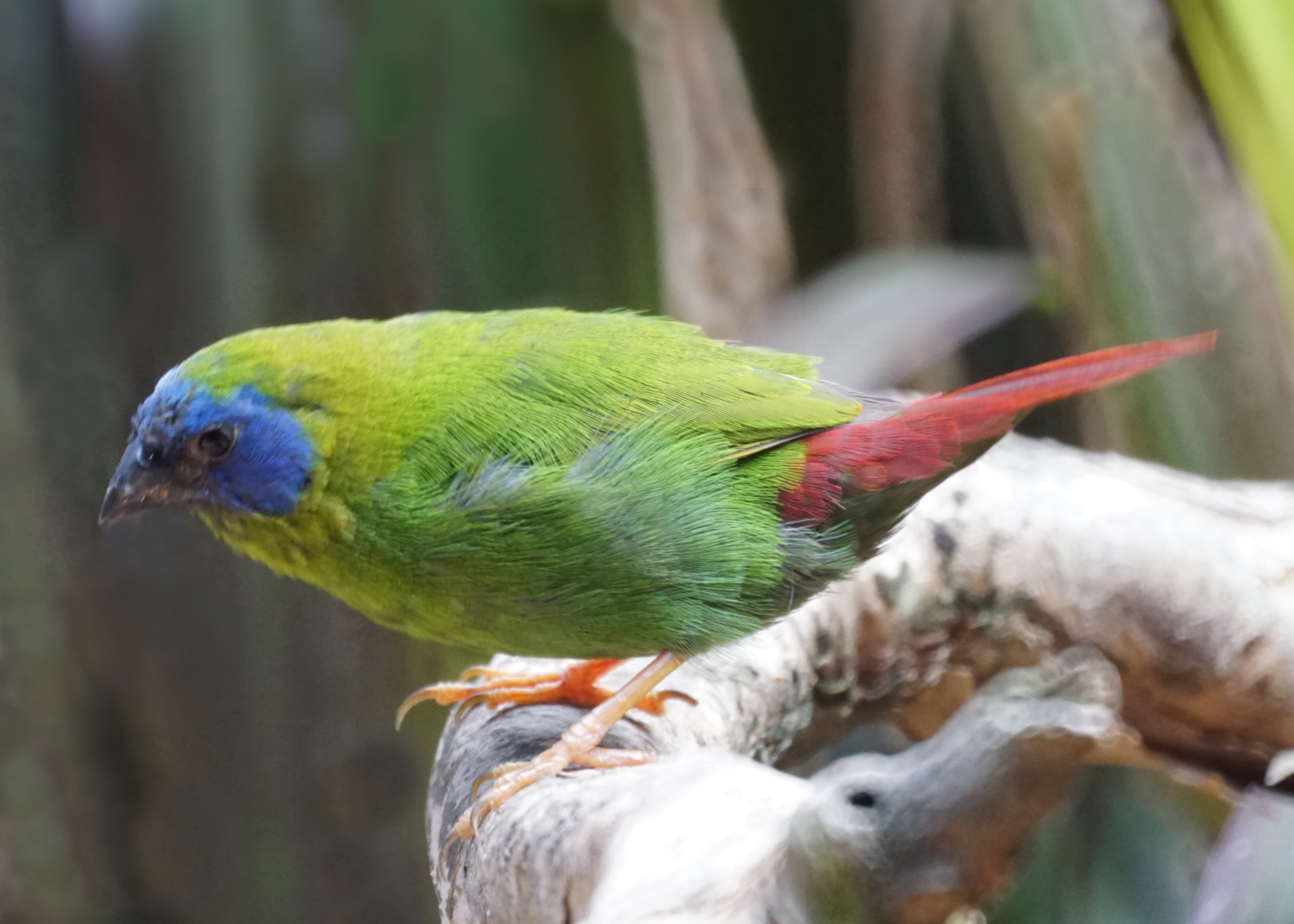

## Utbredning och systematik
Blåhuvad amadin har en vid utbredning från Sulawesi i Indonesien, via Nya Guinea till Salomonöarna, Karolinerna och nordöstra Australien. Den delas in i elva underarter med följande utbredning:
- Erythrura trichroa sanfordi – Sulawesi (Latimojongbergen och Lore Lindu nationalpark)
- Erythrura trichroa modesta – norra Moluckerna (Ternate, Tidore, Halmahera och Bacan)
- Erythrura trichroa pinaiae – södra Moluckerna (Seram och Buru)
- Erythrura trichroa sigillifera – Nya Guinea och Bismarckarkipelagen
- Erythrura trichroa macgillivrayi – nordöstra Queensland (Cape York till Cairns)
- Erythrura trichroa eichhorni – St Matthiasöarna (Bismarcköarna)
- Erythrura trichroa pelewensis – Palauöarna (östra Karolinerna)
- Erythrura trichroa clara – Karolinerna (Chuuk, Pohnpei och Kosrae)
- Erythrura trichroa trichroa – Kosrae (Karolinerna)
- Erythrura trichroa woodfordi – Guadalcanal och i Salomonöarna
- Erythrura trichroa cyanofrons – Vanuatu och Lojalitetsöarna (Lifou och Maré)

## Levnadssätt
Blåhuvad amadin hittas i gräsrikta skogsgläntor eller skogsbryn, ofta nära bambu. Den födosöker på alla nivåer, från marken upp till trädtaket, och tar ofta frön från gräs och bambu. Arten föredrar bergstrakter i större delen av utbredningsområdet, men rör sig nedåt kustnära låglänta områden längst österut på Kap Yorkhalvön.

## Status
Arten har ett stort utbredningsområde och beståndet anses stabilt. Internationella naturvårdsunionen IUCN listar den därför som livskraftig (LC).